# Budkovce
Budkovce es un municipio del distrito de Michalovce en la región de Košice, Eslovaquia, con una población estimada a final del año 2024 de 1505 habitantes.
Se encuentra ubicado al noreste de la región, en la cuenca hidrográfica del río Bodrog (afluente derecho del Tisza) y cerca de la frontera con la región de Prešov, Ucrania y Hungría.

## Demografía
| Año        | 1994 | 2004    | 2014    | 2024 |
| ---------- | ---- | ------- | ------- | ---- |
| Población  | 1552 | 1476    | 1505    | 1505 |
| Diferencia |      | −4,89 % | +1,96 % | +0 % |

| Año        | 2023 | 2024    |
| ---------- | ---- | ------- |
| Población  | 1490 | 1505    |
| Diferencia |      | +1,00 % |